# Альтернативне врегулювання суперечок
Альтернати́вне врегулюва́ння суперечок, також альтернативне врегулюва́ння спорів (АВС) — група процесів, за допомогою яких вирішуються спори і конфлікти без звернення до формальної системи судочинства. 
Включає:
- Медіацію
- Переговори
- Фасилітацію
- Арбітрування
- Будь-який інший процес, ефективний для вирішення спору.

## В Україні
Правилами адвокатської етики передбачено, що: “При виконанні доручення адвокат зобов'язаний використати всі розумно необхідні і доступні йому законні засоби для надання ефективної професійної правничої (правової) допомоги клієнту, здійснення його захисту або представництва" (ст. 27) . Це означає, що адвокат має повідомити клієнта про доступність альтернативних способів розв’язання спорів, в тому числі медіації. 
Закон України "Про захист прав споживачів", прийнятий 10 червня 2023, зобов'язує суб'єкта господарювання інформувати споживача про можливість та порядок позасудового врегулювання споживчих спорів у разі їх виникнення. Це положення застосовується також у разі укладення договору поза торговельним чи офісним приміщенням або дистанційного договору, включаючи способи звернення споживача до органу позасудового врегулювання спорів.
Органи позасудового врегулювання спорів цим законом віднесені до суб’єктів системи захисту прав споживачів.
Цей закон також встановлює порядок позасудового врегулювання спорів між споживачем та суб’єктом господарювання. Органи позасудового врегулювання спорів розглядають справи, які стосуються:
1. продукції, придбаної на суму не більше ніж 50 тисяч гривень;
2. порушень порядку гарантійного ремонту або заміни продукції;
3. порушень умов доставки товарів, придбаних за договорами, укладеними поза офісним чи торговельним приміщенням.[4]

Цей закон, зокрема заклав підґрунтя для створення в Україні та функціонування механізму позасудового розв'язання споживчих спорів відповідно до вимог Директиви Європейського Парламенту та Ради 2013/11/ЄС від 21.05.2013 про альтернативне вирішення споживчих спорів і про внесення змін до Регламенту (ЄС) No 2006/2004 та Директиви No 2009/22/ЄС.